# Desa Tanon (administrativ by i Indonesien, Jawa Timur)
Desa Tanon är en administrativ by i Indonesien.   Den ligger i provinsen Jawa Timur, i den västra delen av landet, 600 km öster om huvudstaden Jakarta.